# Rados Ferenc
Rados Ferenc (Budapest, 1934. október 26. – Budapest, 2025. február 25.) Kossuth-díjas magyar zongoraművész, zenepedagógus, érdemes művész.

## Életpályája
Rados Ferenc zenész családból származik: édesapja Rados Dezső (1891–1974) elismert hegedűtanár, anyja Weil Anna (1897–1970) volt. Zenei tanulmányait a Bartók Béla Zeneművészeti Szakiskolában kezdte, ahol 1952 és 1956 között Antal István tanítványa volt. A szakiskola elvégzése után felvételt nyert a Liszt Ferenc Zeneművészeti Főiskolára, ahol 1956-tól 1959-ig Kadosa Pál növendéke volt. Tanulmányait ezután Moszkvában folytatta, Viktor Mersanov tanítványa lett. Magyarországra visszatérve zenepedagógusként kezdett el dolgozni.
1964-ben a Bartók Béla Zeneművészeti Szakiskola, majd a Zeneművészeti Főiskola tanára lett mint Kadosa Pál asszisztense, Kurtág Györggyel közösen. Később nagy hírű főtárgy- és kamarazene-tanárrá nőtte ki magát. Mint pedagógus egy egész magyar zenész generáció számára bírt meghatározó jelentőséggel. Zongoratanárként tanítványa volt többet között Ránki Dezső, Kocsis Zoltán és Schiff András. Kamarazene óráit rendszeresen látogatta Csalog Gábor, Fülei Balázs, Ittzés Gergely, Kelemen Barnabás, Keller András, Nagy Péter, Szilasi Alex, Szokolay Balázs, Várjon Dénes, Vékony Ildikó, valamint az Auer vonósnégyes, a Bartók vonósnégyes és a Somogyi-vonósnégyes.
Az 1980-as évek végéig a tanítás mellett rendszeresen koncertezett, de az aktív, rendszeres zongoraművészi munkát ekkortájt abbahagyta. Miután Magyarországon is divatba jött a régizene korhű előadási gyakorlata, koncertjeinek jelentős részét szentelte a fortepianónak. Zongoraművész-repertoárja főleg a bécsi klasszikusok és a romantikus szerzők kamara- és zongoraműveiből állt. Ritkuló fellépéseit és zenei felvételeinek megjelenéseit mindig nagy várakozás övezte szakmai körökben. Volt tanítványai közül gyakran lépett pódiumra Kocsis Zoltánnal, akinek számos kétzongorás átiratát mutatták be közösen.
Az 1990-es évek közepén távozott a Zeneakadémiáról. Attól kezdve rendszeresen mesterkurzusokat tartott szerte az országban, illetve külföldön is. Több nemzetközi zongoraversenyen kérték fel zsűritagnak, hosszabb ideig tanított a szombathelyi Bartók Szemináriumon is. Rados az Új Magyar Zene Egyesület alapító tagjai közé tartozik.

## Díjai, elismerései
- Oktatásügy Kiváló Dolgozója (1976)[3]
- Érdemes művész (1980)
- Bartók–Pásztory-díj (1997)
- A Magyar Köztársasági Érdemrend lovagkeresztje (2004)
- Kossuth-díj (2010)